# Хёэх, Ака
Ака Хёэх (дат. Aka Høegh; род. 16 декабря 1947) — гренландская художница. Родившаяся в Куллиссате на острове Диско, она в детстве переехала в Какорток и с тех пор живёт в южной Гренландии. Будучи художницей, графиком и скульптором, Хёэх фокусируется на национальном экспрессионизме, создавая искусство, которое отражает местные, традиционные мифы и пропитано местным культурным наследием и местными знаниями. Таким образом формируются прочные связи между её творчеством и гренландской традицией. В 1970-е годы она неоднократно упоминалась как главная художница в деле создания гренландской художественной идентичности. В сентябре 2013 года она была удостоена награды Нерсорнаат.

## Главные работы
Ака Хёэх наиболее известна тем, что возглавляла художественный проект «Камень и человек» в период с 1993 по 1994 год в своем родном городе Какорток в южной Гренландии. Он представлял собой динамичный, непрерывный арт-объект, к которому с различной регулярностью добавлялись новые фрагменты. Первоначально в этом проекте приняли участие 18 художников из Швеции, Финляндии, Норвегии и Фарерских островов.
Будучи членом международной группы художников «Искусство для жизни», Хёэх сотрудничает с 11 другими художниками в деле создания самой большой в мире картины, работая в Испании. Её проектный размер составляет 24,644 квадратных метра.

## Выставки и международное сотрудничество
Персональные выставки Аки Хёэх проходили в Гренландии, Дании, Фарерских островах, Исландии, Аляске, Германии, Финляндии, Швеции, Латвии и Норвегии. Кроме того, она участвовала в групповых выставках по всей Европе. Она представляла Гренландию на «Scandinavia Today» в США, Мексике и Литве.
Художественные работы Хёэх можно обнаружить на многих общественных зданиях Гренландии. К ним, например, относится рельеф на фасаде Народной рабочей средней школы рабочих в её родном городе Какорток, дымовая труба новой электростанции также украшена её работой.

## Личная жизнь
Хёэх замужем за фотографом и кинохудожником Иварсом Силисом с 1976 года. У пары есть двое детей: Инук Силис Хёэх (р. 1972) и Болатта Силис Хёэх (р. 1981), оба ныне являются художниками.